# Гамбург, Григорий Семёнович
Григорий Семёнович Гамбург (при рождении Герман Гамбург; 9 [22] октября 1900, Варшава, Российская империя — 28 октября 1967, Москва, СССР) — советский дирижёр, композитор, альтист, скрипач. Заслуженный деятель искусств РСФСР (1965).

## Биография
Окончил Тбилисскую консерваторию по классу композиции у Николая Черепнина и скрипки у В. Р. Вильшау, а также — Московскую консерваторию по классам дирижирования у Николая Малько, композиции у Николая Мясковского и скрипки у Бориса Сибора.
В 1924—1930 годах — участник государственного квартета им. Страдивариуса в качестве альтиста. В 1925 и 1927 годах стал лауреатом Всесоюзного конкурса струнных квартетов. С 1928 по 1941 год преподавал в Московской консерватории на отделении камерного ансамбля, удостоился в 1939 году звания профессора.
С 1931 по 1962 год — главный дирижёр оркестра кинематографии (тогда — Оркестр управления по производству фильмов), записал музыку ко многим фильмам.
В 1945—1954 годах преподавал в Институте военных дирижёров. Профессор Музыкально-педагогического института им. Гнесиных (1954).
Скончался в Москве 28 октября 1967 года от инфаркта. Похоронен на Донском кладбище.

## Сочинения

### Для оркестра
- Увертюра-фантазия на башкирские темы «Салават Юлаев»
- Сюита на якутские темы (1947)
- Увертюра на три темы русских песен (1947)
- Лирическая поэма (1947)

### Концерты
- Первый концерт для скрипки с оркестром
- Первый концерт для виолончели с оркестром
- Концерт для альта с оркестром
- Второй концерт для скрипки с оркестром
- Второй концерт для виолончели с оркестром

### Камерные работы
- Струнный квартет № 1
- Струнный квартет № 2
- 2 пьесы для скрипки и фортепиано
- Струнный квартет № 3
- Струнный квартет № 4 «Квартет-сюита»
- Струнный квартет № 5 для 4 виолончелей
- Трио для струнных
- Тема с вариациями для виолончели и фортепиано

## Фильмография
- 1947 — Конёк-Горбунок (версия 1947 года)
- 1948 — Серая Шейка
- 1949 — У них есть Родина
- 1949 — Весенняя сказка
- 1953 — Великий воин Албании Скандербег
- 1953 — Таинственная находка
- 1954 — Золотая антилопа
- 1955 — Судьба барабанщика
- 1955 — Стёпа-моряк
- 1955 — Дым в лесу
- 1955 — Отелло
- 1955 — Юля-капризуля
- 1956 — За власть Советов
- 1957 — Дело было в Пенькове
- 1957 — Высота
- 1957 — Юность наших отцов
- 1957 — Сапоги
- 1957 — Дом, в котором я живу
- 1957 — К Чёрному морю
- 1958 — Над Тиссой
- 1958 — Добровольцы
- 1959 — Айна
- 1959 — Василий Суриков
- 1959 — Необыкновенное путешествие Мишки Стрекачёва
- 1959 — Неподдающиеся
- 1960 — Повесть пламенных лет
- 1960 — Русский сувенир
- 1960 — Евгения Гранде
- 1960 — Рыжик
- 1960 — Последние залпы
- 1961 — Когда деревья были большими
- 1961 — Академик из Аскании
- 1961 — Мир входящему
- 1962 — Капроновые сети
- 1962 — Увольнение на берег
- 1963 — Вступление
- 1964 — Я — «Берёза»
- 1964 — Хотите — верьте, хотите — нет…
- 1964 — Левша
- 1964 — Письма к живым
- 1966 — Человек без паспорта